# 入国者収容所
入国者収容所（にゅうこくしゃしゅうようしょ（じょ）、英: immigration detention center）は、日本の出入国在留管理庁の施設等機関の一つ。国内2か所に置かれ、主として出入国管理及び難民認定法（入管法）またはその関連法の規定に違反し退去強制手続の対象とされた外国人を収容し、その送還（または放免等）までの処遇・執行を行うことを職務とする。略称は収容所または入管センター。地方入管局の収容場、出国待機施設についてもついても本項にて扱う。

## 概要
入管法等の規定に抵触（違反）して退去強制手続の対象となった外国人（被摘発者か自ら出頭申告した者かを問わず）は、まず地方出入国在留管理局の警備担当部門において入国警備官による違反調査を受けることとなる。この場合は収容前置主義に基づき、一旦当該地方入管局に付設されている収容場（しゅうようば）への収容がなされ、続いて入国審査官による違反審査・認定、不服があれば特別審理官による口頭審理・判定、さらには法務大臣への異議申出という手続を踏むことになる。この際、出頭申告等で自ら早期の日本出国意思を明確にし、他に罪を犯した嫌疑もなく、かつ、逃亡等のおそれもない者については、出国命令手続に移行したり、即日仮放免など（形式的には収容するが）事実上収容せずに在宅のまま後日手続をする取扱いがなされる。それ以外の者については、数日で事案の終結が見込まれる者についてはそのまま収容場に留め置き送還手続となり、事案処理の見通しがつかない者（収容が中長期に及ぶと想定される者）についてはより設備等の整った入国者収容所に移送・収容されることとなる。
収容・処遇についての詳細は、被収容者処遇規則（昭和56年法務省令第59号）で規定されている。
入国者収容所という呼称は総称であるとともに正式名称の一部分を構成する。個別具体的な名称は、発足以後「横浜入国者収容所」のように都市名の地名部分を冠したものとなっていたが、1993年12月24日以降は「入国者収容所東日本入国管理センター」のような名称に改められた。一般には「東日本入国管理センター」のように略される。
密接に関連する官署として、前出の地方出入国在留管理局がある。入国者収容所の職員にとって、他省庁あるいは法務省にあっても法務局等への異動は出向（人事交流）とみなされるのに対し、地方出入国在留管理局は出入国在留管理庁とともにいわば通常の人事異動の範囲内の官署として認識されている。

## 沿革
- 1950年（昭和25年）

10月1日：出入国管理庁設置令（昭和25年政令第295号）により、外務省の外局として出入国管理庁を設置、その附属機関として入国者収容所（針尾（長崎県東彼杵郡江上村））が置かれる。
12月26日：針尾入国者収容所を廃し、大村入国者収容所（長崎県大村市）が設置される。
- 1951年（昭和26年）

4月1日：横浜入国者収容所（横浜市）が新設される（建制順は末尾。2収容所体制）。
11月1日：出入国管理令（昭和26年政令第319号）及び入国管理庁設置令（昭和26年政令第320号）により、出入国管理庁を廃し、外務省の外局として入国管理庁(Immigration Agency)を設置、従前の2収容所を改めて入国管理庁の附属機関として規定。
- 1952年（昭和27年）

8月1日：法務府の法務省への改称に伴い、入国管理庁を廃し、法務省の内部部局として入国管理局が設置され、2収容所は法務大臣の管理に属する附属機関となる。
- 1956年（昭和31年）

7月31日：横浜入国者収容所を廃し、川崎入国者収容所（川崎市）が新設される（建制順は末尾。2収容所体制は変わらず）。
- 1963年（昭和38年）

3月30日：川崎入国者収容所を廃し、横浜入国者収容所が新設される（建制順は末尾。2収容所体制は変わらず）。
- 1984年（昭和59年）

7月1日：行政機構改革により、行政組織としての位置づけがそれまでの「附属機関」から「施設等機関」となる。
- 1993年（平成5年）

12月24日：横浜入国者収容所の茨城県牛久市への移転に合わせ、個別の組織名称がそれまでの「○○入国者収容所」から「入国者収容所○○入国管理センター」となり、大村と東日本（茨城県牛久市）の2センター体制となる。
- 1995年（平成7年）

11月1日：入国者収容所西日本入国管理センター（大阪府茨木市）が新設される（建制順は末尾。3センター体制）。
- 1998年（平成10年）

4月9日：警備担当部署への専門官制導入に伴い、それまでの課制（警備第一課など）が首席入国警備官（○○部門）へ変更される（総務・経理等の課及び診療室はそのまま）。
- 2001年（平成13年）

1月6日：中央省庁再編により、（新）法務省の施設等機関として新設（事実上の存続）。建制順が北南順（東日本、西日本、大村）となる。
- 2019年（平成31年）

4月1日 : 入国管理局の廃止と出入国在留管理庁の発足に伴い、出入国在留管理庁の施設等機関となる。

## 職員
- 幹部である所長・次長には法務事務官が充てられる。なお、所長・次長の呼称は、法令上は総称を用いて「入国者収容所長」等の表記もなされるが、辞令上は「入国者収容所東日本入国管理センター所長」のように称する（「センター」を称する一部の他官署と異なり「センター長」とはならない）。
- 総務・経理等に関する課においては、課長以下ほぼ全員が法務事務官により占められる。
- 診療室には、室長（医師）、看護師及び薬剤師（いずれも官職は法務技官）等の医療従事者が置かれる。医師は必ずしも常勤でなく、薬剤師も必置ではない。
- 処遇・執行等に関する部門においては、首席入国警備官（課長相当職）以下ほぼ全員が入国警備官により占められる。

## 入国者収容所等
入国者収容所組織規則に掲載されている「収容所」と、地方入管局の「収容場」に、収容令書又は退去強制令書により、外国人が収容されていて、両者を併せて「入国者収容所等」と呼ぶ。この他に、国際空港や港に「出国待機施設」がある。
2010年（平成22年）7月に第三者組織である「入国者収容所等視察委員会」が設置され、入国者収容所等並びに出国待機施設の適正な運営に資するための視察等を行い意見を述べている。委員会は東西に各1か所ずつ設置されて、2017年3月31日現在、それぞれ10人の委員（学識経験者、法曹関係者、医療関係者、国際機関・NGO関係者、地域住民が各2名）で構成されている。

### 収容所

#### 東日本入国管理センター
- 正式名称：法務省入国者収容所東日本入国管理センター
- 所在地：〒300-1147 茨城県牛久市久野町1766
- 交通アクセス[1]

：牛久駅よりバス
- 収容定員：約700人

#### 大村入国管理センター
- 正式名称：法務省入国者収容所大村入国管理センター
- 所在地：〒856-0817 長崎県大村市古賀島町644-3
- 収容定員：約800人
- 交通アクセス[2]：長崎空港よりタクシー5分。

JR大村駅よりタクシー15分。
大村ICより15分。

#### （廃止）西日本入国管理センター
- 正式名称：法務省入国者収容所西日本入国管理センター
- 所在地：〒567-8550 大阪府茨木市郡山1-11-1
- 収容定員：約300人
- 交通アクセス：JR茨木駅･阪急茨木市駅よりバス。「郡」バス停下車徒歩10分。

名神高速道路茨木ICより5分。

### 収容場等

#### 東日本地区
- 札幌・仙台・東京の各地方出入国在留管理局（支局を含む。）の収容場
- 成田国際空港・羽田空港・仙台空港の出国待機施設

#### 西日本地区
- 名古屋・大阪・広島・高松・福岡の各地方出入国在留管理局の収容場。(名古屋出入国在留管理局中部空港支局・大阪出入国在留管理局関西空港支局・大阪出入国在留管理局神戸支局・福岡出入国在留管理局那覇支局)
- 中部国際空港・関西国際空港・福岡空港・博多港の出国待機施設

## 被収容者数の推移
法務省の統計によると、難民認定申請手続中の被収容者数は年々増加している。
| 集計時点    | 全被収容者数 | 内・6カ月以上の長期 | 内・難民認定申請手続中 |
| ----------- | ------------ | ------------------- | ---------------------- |
| 2012年末    | 1028         | 353                 | 204                    |
| 2013年末    | 914          | 263                 | 277                    |
| 2014年末    | 932          | 290                 | 359                    |
| 2015年末    | 1003         | 290                 | 394                    |
| 2016年末    | 1133         | 313                 | 430                    |
| 2017年末    | 1351         | 576                 | 605                    |
| 2018年6月末 | 1494         | 704                 | 604                    |

退去強制事由に該当している者については、国費での強制送還も行われている。